# 松村一男
松村 一男（まつむら かずお、1953年 - ）は、日本の神話学者、和光大学名誉教授。専攻は神話学、宗教史学。

## 経歴
千葉県市川市生まれ。東京都立日比谷高校3年次にAFS交換留学生（第18期）として米国カリフォルニア州に留学、ミラレステ高校を卒業。帰国後、日比谷高校卒業。1976年一橋大学社会学部卒業。東京大学大学院人文科学研究科宗教学宗教史学専攻修士課程修了。同博士課程進学後にフルブライト奨学生としてカリフォルニア大学ロサンゼルス校に留学、インド＝ヨーロッパ学博士課程修了（Ph.D.）。帰国後、東大大学院博士課程に復学し1986年に単位取得満期退学。
天理大学附属おやさと研究所助教授、人間学部宗教学科助教授、教授を経て1999年、和光大学人文学部芸術学科教授。2000年、改組により表現学部教授。2024年定年退職。
日本宗教学会常務理事。

## 著書
- 『神話学講義』（角川学芸出版、角川叢書） 1999.3
  - のち改題『神話学入門』（講談社学術文庫） 2019.1[3]
- 『女神の神話学 処女母神の誕生』（平凡社選書） 1999.9、のち講談社学術文庫 2022.12
- 『この世界のはじまりの物語』（白水社、地球のカタチ） 2008.6
- 『神話思考〈1〉 自然と人間』（言叢社） 2010.7
- 『神話思考〈2〉 地域と歴史』（言叢社） 2014.3
- 『はじめてのギリシア神話』（筑摩書房、ちくまプリマー新書） 2019.8

## 共編著
- 『神話学とは何か もう一つの知の世界』（吉田敦彦共著、有斐閣新書） 1987.5
- 『比較神話学の展望』（松原孝俊共編、青土社） 1995.12
- 『図説 ケルトの歴史 文化・美術・神話をよむ』（鶴岡真弓共著、河出書房新社、ふくろうの本） 1999.8
- 『太陽神の研究』（渡辺和子共編、リトン社） 2002 - 2003
- 『生と死の神話』（リトン社） 2004.6
- 『世界神話事典』（大林太良, 伊藤清司, 吉田敦彦共編、角川選書） 2005.3
- 『神話と現代』（山中弘共編、リトン社、宗教史学論叢） 2007.12
- 『宗教史とは何か』（市川裕, 渡辺和子共編、リトン社、宗教史学論叢） 2008 - 2009
- 『アジア女神大全』（吉田敦彦共編、青土社） 2011.3
- 『神の文化史事典』（平藤喜久子, 山田仁史共編、白水社） 2013.1
- 『世界の神々&伝説の神獣事典』（ながたみかこ共編、大泉書店） 2015.4
- 『世界女神大事典』（森雅子, 沖田瑞穂共編、原書房） 2015.9

## 翻訳
- 『ゲルマン人の神々』（ジョルジュ・デュメジル、日本ブリタニカ、ブリタニカ叢書） 1980.11
- 『神々の構造 印欧語族三区分イデオロギー』（ジョルジュ・デュメジル、国文社） 1987.3／講談社学術文庫、2025.5
- 『神話の系譜学』（野町啓, 高田勇, 加藤光也, 久米博共訳、平凡社、叢書ヒストリー・オブ・アイディアズ） 1987.6
- 『世界宗教史』（ミルチア・エリアーデ、分担訳、筑摩書房） 1991／ちくま学芸文庫 2000.4
- 『天地創造 世界と人間の始源』（デイヴィド・マクラガン、平凡社、イメージの博物誌20） 1992.4
- 『デュメジルとの対話 言語・神話・叙事詩』（ディディエ・エリボン、平凡社） 1993.8
- 『図説 ギリシア・ローマ神話文化事典』（ルネ・マルタン監修、原書房） 1997.8
- 『神話 時空を超えた神々の世界をビジュアルで訪ねる』（ニール・フィリップ、同朋舎、ビジュアル博物館） 1999.10
- 『ヴィジュアル版 世界の神話百科 ギリシア・ローマ / ケルト / 北欧』（アーサー・コットレル、蔵持不三也, 米原まり子共訳、原書房） 1999.10
- 『世界 神話と伝説の謎』（ニール・フィリップ、ゆまに書房） 2002.3
- 『世界の妖精・妖怪事典』（キャロル・ローズ、原書房、シリーズ・ファンタジー百科） 2003.12
- 『世界の神々の事典 神・精霊・英雄の神話と伝説』（学習研究社） 2004/3
- 『神話入門』（ニール・フィリップ、あすなろ書房、「知」のビジュアル百科） 2004.11
- 『世界の怪物・神獣事典』（キャロル・ローズ、原書房、シリーズ・ファンタジー百科） 2004.12
- 『ヴィジュアル版 ケンブリッジ世界宗教百科』（ジョン・ボウカー、原書房） 2006.9
- 『知っておきたい 世界と日本の神々』（西東社） 2007.5
- 『もう一度学びたいギリシア神話』（西東社） 2007.10
- 『歴史がおもしろいシリーズ! 図解 ギリシア神話』（西東社） 2011.1
- 『知れば知るほど面白いギリシア神話』（実業之日本社 、じっぴコンパクト新書） 2012.9
- 『いちばんやさしいギリシア神話の本 いま、神話の世界が熱い! カラー版』（西東社） 2013

## 参考
- J-GLOBAL